# Luis Bruschtein
Luis Marcelo Bruschtein (26 de julio de 1954) es un periodista argentino, subdirector del diario Página/12, que vivió exiliado en México, luego de eventos como la desaparición forzada de sus tres hermanos y su padre. Es hijo de Laura Bonaparte, una de las fundadoras de la organización Madres de Plaza de Mayo.

## Biografía
Hijo del bioquímico Santiago Isaac Bruschtein y Laura Bonaparte, y hermano de Aída Leonora “Noni” Bruschtein Bonaparte, Irene Mónica Bruschtein Bonaparte y Víctor Rafael Bruschtein Bonaparte.
Su primer trabajo como periodista fue a los 17 años, cuando cursaba el ingreso en la UBA. Al terminar la conscripción, con 22 años, entró como periodista en una asociación que promovía el desarrollo demográfico en el sur. Más tarde, se incorporó dos años a Gente. Empezó con divulgación científica y terminó haciendo de todo menos política.
Comenzó su militancia a fines de la década del sesenta en la CGT de los Argentinos. Luego militó en la Juventud Trabajadora Peronista, donde fue el responsable de su periódico, y en Montoneros. También participó del Bloque Peronista de Prensa y entre 1973 y 1975 trabajó en la Prensa Latina. Comenzó su exilio en 1975 en Venezuela. Luego, entre 1976 y 1977, en México, hasta 1978 en Panamá, para volver a México. En Panamá, participó de grupos que apoyaron al gobierno de Omar Torrijos Herrera y los movimientos de insurgencia de América Central. En México, trabajó como periodista en la revista de ecología Supervivencia y en La Jornada. Participó de la fundación de la Federación Latinoamericana de Periodistas y fue el jefe de redacción de la revista Ciencia y Desarrollo, perteneciente al Consejo Nacional de Ciencia y Tecnología. También estuvo en asociaciones contra la dictadura en Argentina, a la que volvió en 1984.
Trabajó en La Razón de Jacobo Timerman, primero como redactor de Ciencia y Técnica, y luego como prosecretario de redacción. 
Su vida profesional siguió en Página/12, matutino en el que está casi desde el comienzo, tarea que combina con colaboraciones en televisión y radio. Desde 2004 se hizo cargo de la subdirección. Antes que eso había publicado la revista cultural Lezama, contra el discurso hegemónico del neoliberalismo con importantes firmas.